# Двойственность (теория категорий)
Двойственность в теории категорий — соотношение между свойствами категории C и так называемыми двойственными свойствами двойственной категории Cop. Взяв утверждение, касающееся категории C и поменяв местами образ и прообраз каждого морфизма, так же как и порядок применения морфизмов, получим двойственное утверждение, касающееся категории Cop. Принцип двойственности состоит в том, что истинные утверждения после такой операции переходят в истинные, а ложные в ложные.

## Формальное определение
Язык теории категорий определяется как язык первого порядка с двумя видами символов — объектами и морфизмами, со свойством объекта быть образом или прообразом морфизма, а также с символом для композиции морфизмов.
Пусть σ — любое слово языка. Двойственное ему слово σop образуется следующими правилами:
- поменять местами все «образы» на «прообразы» в σ,
- обратить порядок композиции морфизмов, то есть все вхождения {\displaystyle g\circ f} заменить на {\displaystyle f\circ g}.

Иными словами, необходимо обратить все стрелки и переставить аргументы всех композиций.
Двойственность — это наблюдение, что σ выполняется в некоторой категории C тогда и только тогда, когда σop выполнено в Cop.

## Примеры
- Морфизм {\displaystyle f\colon A\to B} — мономорфизм, когда из {\displaystyle f\circ g=f\circ h} следует {\displaystyle g=h}. Применив операцию двойственности, получаем утверждение о том, что из {\displaystyle g\circ f=h\circ f} следует {\displaystyle g=h}. Для морфизма {\displaystyle f\colon B\to A}, это значит в точности то, что f — эпиморфизм. Таким образом, свойство «быть мономорфизмом» двойственно свойству «быть эпиморфизмом».
- Предел и копредел — двойственные понятия.
- Начальный объект и терминальный объект — двойственные понятия.